# کلاودیو بیگالی
کلاودیو بیگالی (ایتالیایی: Claudio Bigagli؛ زادهٔ ۸ دسامبر ۱۹۵۵) بازیگر اهل ایتالیا است. وی دانش‌آموختهٔ آکادمی ملی هنرهای نمایشی سیلویو دامیکو است و کار حرفه‌ای‌اش را در گروه تئاتر داریو فو آغاز کرد.
از فیلم‌هایی که وی در آن نقش داشته‌است، می‌توان به یک خواهشی ازتون دارم، از دیدار مجدد شما خوشحالم، مسابقه ناعادلانه، مدیترانه، شب سن لورنزو، کائوس، فیوریله و گانگستر اشاره کرد.